# Liste der Naturdenkmale im Alb-Donau-Kreis

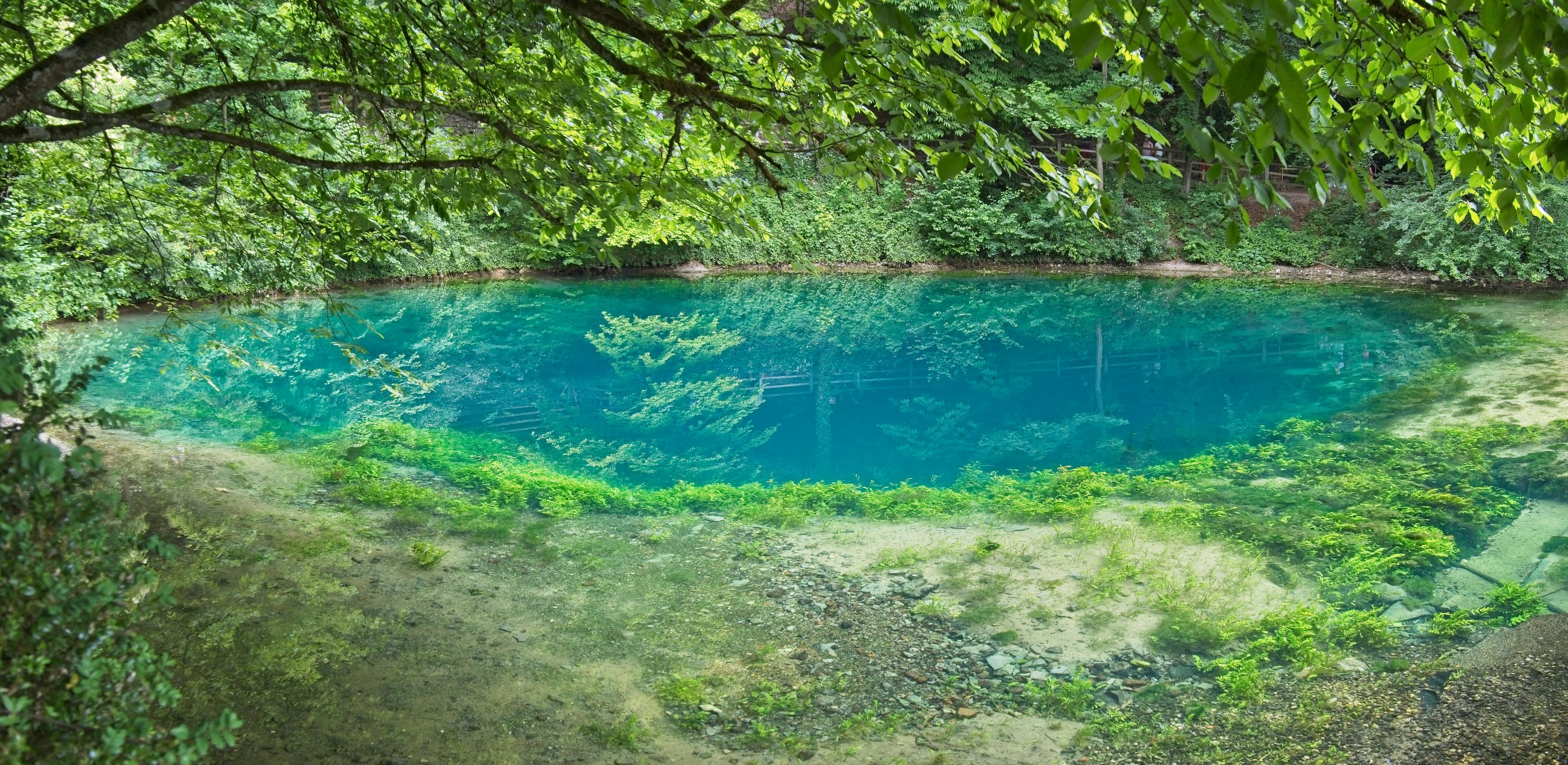
Flächenhaftes Naturdenkmal „Blautopf“ bei Blaubeuren

Die Liste der Naturdenkmale im Alb-Donau-Kreis nennt die Listen der in den neun Städten und 46 weiteren Gemeinden im Alb-Donau-Kreis gelegenen Naturdenkmale. Im Alb-Donau-Kreis liegen Stand Juli 2024 insgesamt 361 flächenhafte Naturdenkmale (FND) und 801 als Naturdenkmal geschützte Einzelgebilde (END). Eines der bekanntesten Naturdenkmale im Landkreis ist der Blautopf bei Blaubeuren.

## Naturdenkmale im Alb-Donau-Kreis
Stand: 29. Juli 2024.
| Gemeinde         | Liste                                                  | Anzahl END | Anzahl FND | Gesamt |
| ---------------- | ------------------------------------------------------ | ---------- | ---------- | ------ |
| Allmendingen     | Liste der Naturdenkmale in Allmendingen                | 17         | 12         | 29     |
| Altheim (Alb)    | Liste der Naturdenkmale in Altheim (Alb)               | 3          | 6          | 9      |
| Altheim          | Liste der Naturdenkmale in Altheim (bei Ehingen)       | 10         | 2          | 12     |
| Amstetten        | Liste der Naturdenkmale in Amstetten (Württemberg)     | 35         | 7          | 42     |
| Asselfingen      | Liste der Naturdenkmale in Asselfingen                 | 2          | 6          | 8      |
| Ballendorf       | Liste der Naturdenkmale in Ballendorf                  | 3          | 7          | 10     |
| Balzheim         | Liste der Naturdenkmale in Balzheim                    | 10         | 4          | 14     |
| Beimerstetten    | Liste der Naturdenkmale in Beimerstetten               | 9          | 2          | 11     |
| Berghülen        | Liste der Naturdenkmale in Berghülen                   | 28         | 9          | 37     |
| Bernstadt        | Liste der Naturdenkmale in Bernstadt (Alb)             | 4          | 6          | 10     |
| Blaubeuren       | Liste der Naturdenkmale in Blaubeuren                  | 32         | 37         | 69     |
| Blaustein        | Liste der Naturdenkmale in Blaustein                   | 40         | 11         | 51     |
| Börslingen       | Liste der Naturdenkmale in Börslingen                  | 2          | 2          | 4      |
| Breitingen       | Liste der Naturdenkmale in Breitingen                  | 5          | 0          | 5      |
| Dietenheim       | Liste der Naturdenkmale in Dietenheim                  | 17         | 5          | 22     |
| Dornstadt        | Liste der Naturdenkmale in Dornstadt                   | 31         | 6          | 37     |
| Ehingen (Donau)  | Liste der Naturdenkmale in Ehingen (Donau)             | 47         | 62         | 109    |
| Emeringen        | Liste der Naturdenkmale in Emeringen                   | 5          | 1          | 6      |
| Emerkingen       | Liste der Naturdenkmale in Emerkingen                  | 8          | 0          | 8      |
| Erbach           | Liste der Naturdenkmale in Erbach (Donau)              | 12         | 9          | 21     |
| Griesingen       | Liste der Naturdenkmale in Griesingen                  | 5          | 0          | 5      |
| Grundsheim       | Liste der Naturdenkmale in Grundsheim                  | 10         | 2          | 12     |
| Hausen am Bussen | Liste der Naturdenkmale in Hausen am Bussen            | 3          | 0          | 3      |
| Heroldstatt      | Liste der Naturdenkmale in Heroldstatt                 | 19         | 8          | 27     |
| Holzkirch        | Liste der Naturdenkmale in Holzkirch                   | 4          | 1          | 5      |
| Hüttisheim       | Liste der Naturdenkmale in Hüttisheim                  | 9          | 3          | 12     |
| Illerkirchberg   | Liste der Naturdenkmale in Illerkirchberg              | 12         | 0          | 12     |
| Illerrieden      | Liste der Naturdenkmale in Illerrieden                 | 12         | 3          | 15     |
| Laichingen       | Liste der Naturdenkmale in Laichingen                  | 57         | 14         | 71     |
| Langenau         | Liste der Naturdenkmale in Langenau                    | 21         | 14         | 35     |
| Lauterach        | Liste der Naturdenkmale in Lauterach (Alb-Donau-Kreis) | 14         | 19         | 33     |
| Lonsee           | Liste der Naturdenkmale in Lonsee                      | 38         | 7          | 45     |
| Merklingen       | Liste der Naturdenkmale in Merklingen                  | 19         | 0          | 19     |
| Munderkingen     | Liste der Naturdenkmale in Munderkingen                | 10         | 11         | 21     |
| Neenstetten      | Liste der Naturdenkmale in Neenstetten                 | 6          | 1          | 7      |
| Nellingen        | Liste der Naturdenkmale in Nellingen                   | 36         | 3          | 39     |
| Nerenstetten     | Liste der Naturdenkmale in Nerenstetten                | 3          | 1          | 4      |
| Oberdischingen   | Liste der Naturdenkmale in Oberdischingen              | 1          | 1          | 2      |
| Obermarchtal     | Liste der Naturdenkmale in Obermarchtal                | 18         | 12         | 30     |
| Oberstadion      | Liste der Naturdenkmale in Oberstadion                 | 13         | 8          | 21     |
| Öllingen         | Liste der Naturdenkmale in Öllingen                    | 1          | 3          | 4      |
| Öpfingen         | Liste der Naturdenkmale in Öpfingen                    | 1          | 1          | 2      |
| Rammingen        | Liste der Naturdenkmale in Rammingen (Württemberg)     | 2          | 3          | 5      |
| Rechtenstein     | Liste der Naturdenkmale in Rechtenstein                | 4          | 2          | 6      |
| Rottenacker      | Liste der Naturdenkmale in Rottenacker                 | 13         | 2          | 15     |
| Schelklingen     | Liste der Naturdenkmale in Schelklingen                | 46         | 13         | 59     |
| Schnürpflingen   | Liste der Naturdenkmale in Schnürpflingen              | 10         | 5          | 15     |
| Setzingen        | Liste der Naturdenkmale in Setzingen                   | 2          | 4          | 6      |
| Staig            | Liste der Naturdenkmale in Staig                       | 9          | 3          | 12     |
| Untermarchtal    | Liste der Naturdenkmale in Untermarchtal               | 10         | 6          | 16     |
| Unterstadion     | Liste der Naturdenkmale in Unterstadion                | 3          | 2          | 5      |
| Unterwachingen   | Liste der Naturdenkmale in Unterwachingen              | 2          | 0          | 2      |
| Weidenstetten    | Liste der Naturdenkmale in Weidenstetten               | 3          | 0          | 3      |
| Westerheim       | Liste der Naturdenkmale in Westerheim (Württemberg)    | 48         | 13         | 61     |
| Westerstetten    | Liste der Naturdenkmale in Westerstetten               | 17         | 2          | 19     |